# Leptothecata

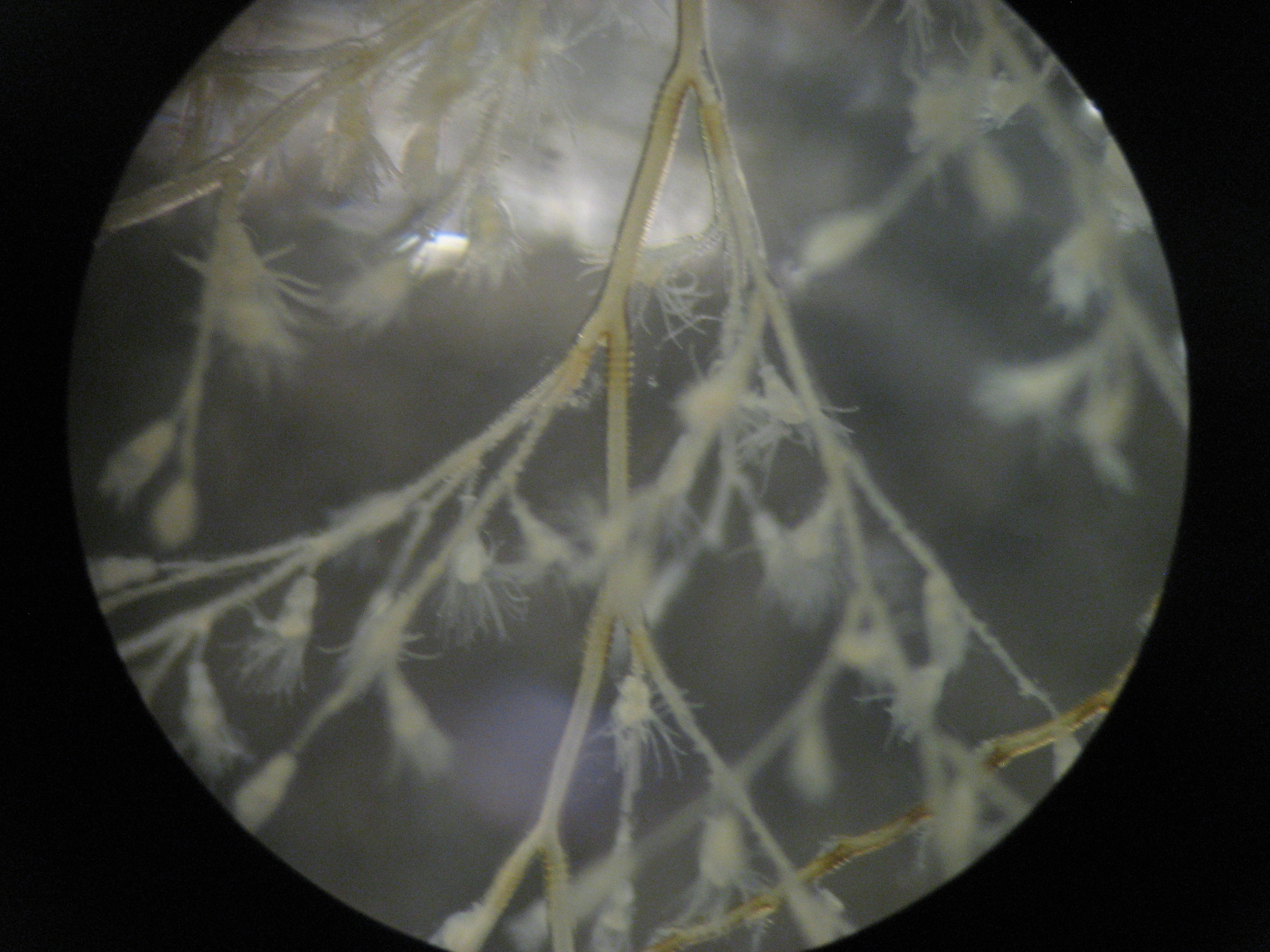
Colonia de Obelia sp

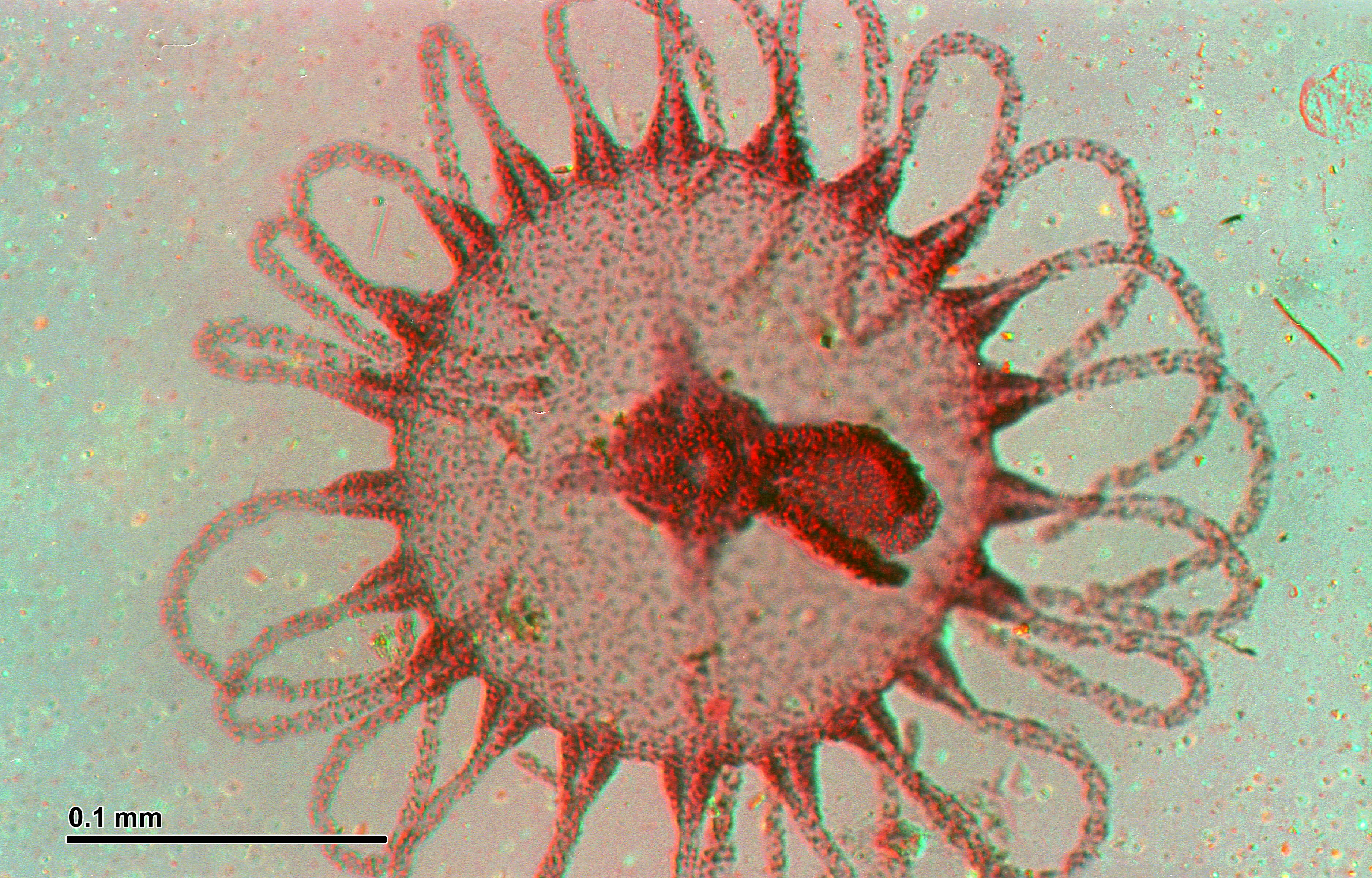
Medusa Obelia geniculata

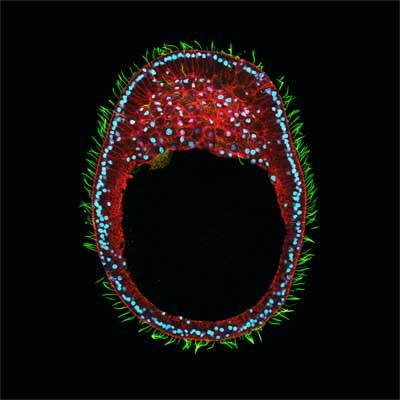
Gástrula de Clytia hemisphaerica. Límites de célula en rojo, núcleo en azul, y cilia en verde.

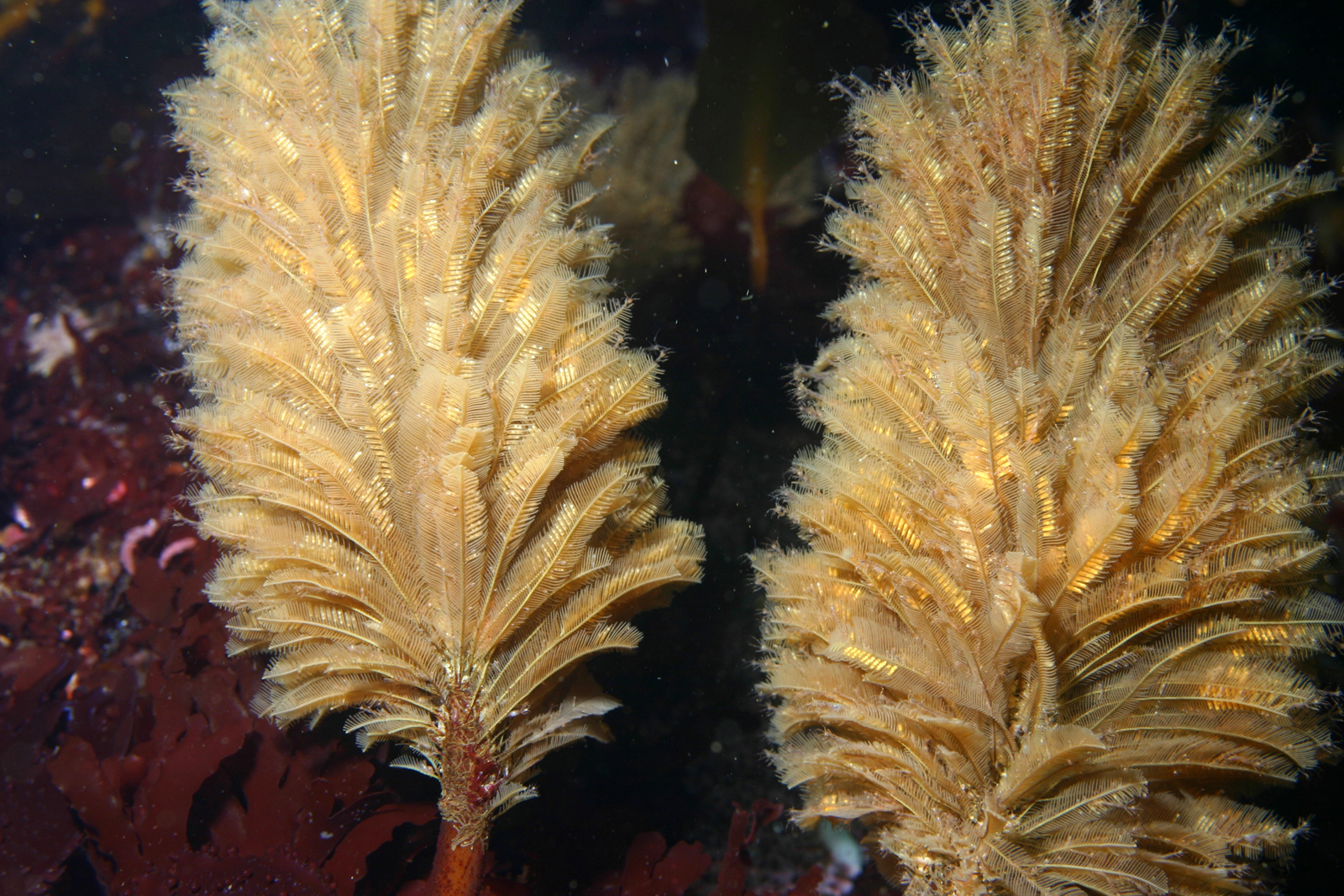
Aglaophenia struthionides

Leptothecata es un orden de cnidarios de la clase Hydrozoa. 

## Descripción
Los caracteres diagnósticos del grupo son:
- La presencia de una teca, o cubierta esquelética, recubriendo los pólipos (hydrotheca) y gonoporos (gonotheca).
- Los pólipos son siempre coloniales.
- Los tentáculos de los pólipos están dispuestos en un círculo simple.
- Las medusas normalmente tienen campanas poco profundas, con tejido gametogénico restringido a los canales radiales.

## Hábitat y distribución
Su hábitat preferente es el marino; aunque hay géneros que son propios de agua salobre. 
La distribución geográfica de los representantes del grupo incluye todos los océanos y latitudes, desde aguas polares a tropicales.

## Familias
Leptothecata comprende las siguientes familias con especies vivientes:
| - Leptothecata basales y taxones incertae sedis - Familia Aequoreidae - Familia Barcinidae - Familia Blackfordiidae - Familia Bonneviellidae - Familia Campanulariidae - Familia Campanulinidae - Familia Cirrholoveniidae - Familia Clathrozoidae - Familia Dipleurosomatidae - Familia Eirenidae - Familia Haleciidae - Familia Hebellidae - Familia Lafoeidae - Familia Laodiceidae - Familia Lineolariidae - Familia Lovenellidae - Familia Malagazziidae - Familia Melicertidae - Familia Mitrocomidae - Familia Octocannoididae - Familia Orchistomatidae - Familia †Palaequoreidae - Familia Phialellidae | - - Familia Phialuciidae - Familia Staurothecidae - Familia Sugiuridae - Familia Symplectoscyphidae - Familia Syntheciidae - Familia Teclaiidae - Familia Tiarannidae - Familia Tiaropsidae - Familia Zygophylacidae - Superfamilia Plumularioidea - Familia Aglaopheniidae - Familia Halopterididae - Familia Kirchenpaueriidae - Familia Phylactothecidae - Familia Plumaleciidae - Familia Plumulariidae - Familia Schizotrichidae - Superfamilia Sertularioidea - Familia Sertularellidae - Familia Sertulariidae - Familia Thyroscyphidae |

Clados aceptados como sinonimia:
- Berenicidae Eschscholtz, 1829 aceptada como Dipleurosomatidae Boeck, 1868
- Clathrozoinae Stechow, 1921 aceptada como Clathrozoidae Stechow, 1921
- Clathrozonidae Hirohito, 1967 aceptada como Clathrozoidae Stechow, 1921
- Conica Broch, 1910 aceptada como Leptothecata
- Dipleurosomidae Boeck, 1866 aceptada como Dipleurosomatidae Boeck, 1868
- Eucheilotidae Bouillon, 1984 aceptada como Lovenellidae Russell, 1953
- Eucopidae Gegenbaur, 1857 aceptada como Campanulariidae Johnston, 1836
- Eutimidae Haeckel, 1879 aceptada como Eirenidae Haeckel, 1879
- Hydrocerathinidae Spencer, 1891 aceptada como Clathrozoidae Stechow, 1921
- Irenidae Haeckel, 1879 aceptada como Eirenidae Haeckel, 1879
- Obelidae Haeckel, 1879 aceptada como Campanulariidae Johnston, 1836
- Orchistomidae Bouillon, 1984 aceptada como Orchistomatidae Bouillon, 1984
- Orthopyxinae Russell, 1953 aceptada como Campanulariidae Johnston, 1836
- Phialidae Haeckel, 1879 aceptada como Campanulariidae Johnston, 1836
- Proboscoida aceptado como Leptothecata
- Thecaphora aceptada como Leptothecata

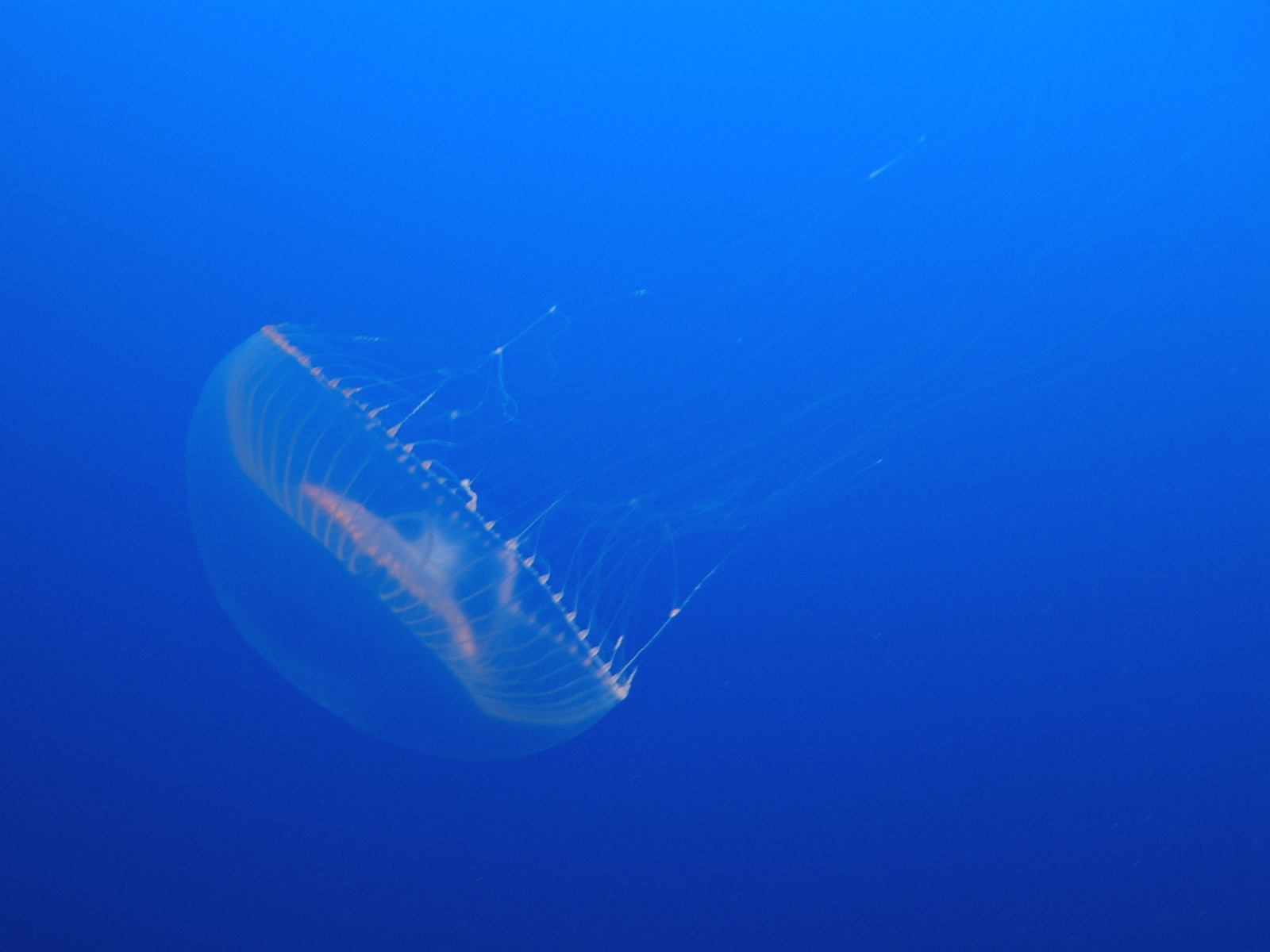
Aequorea victoria (Aequoreidae)
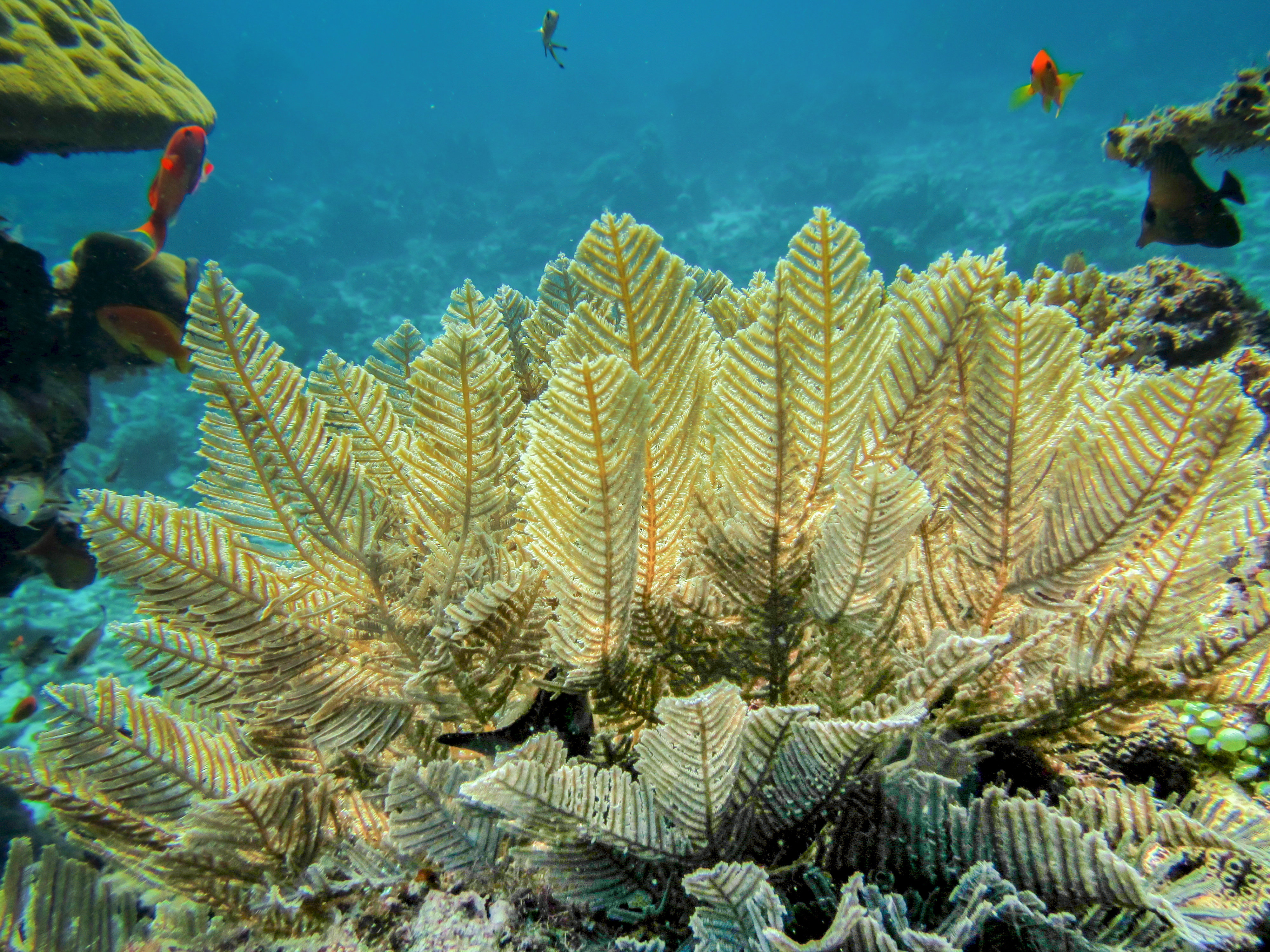
Aglaophenia cupressina (Aglaopheniidae)
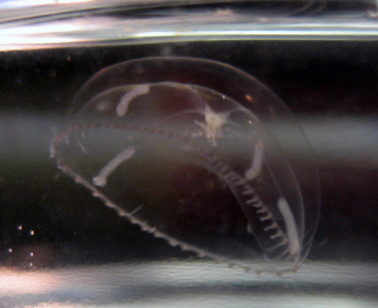
Clytia gregaria (Campanulariidae)
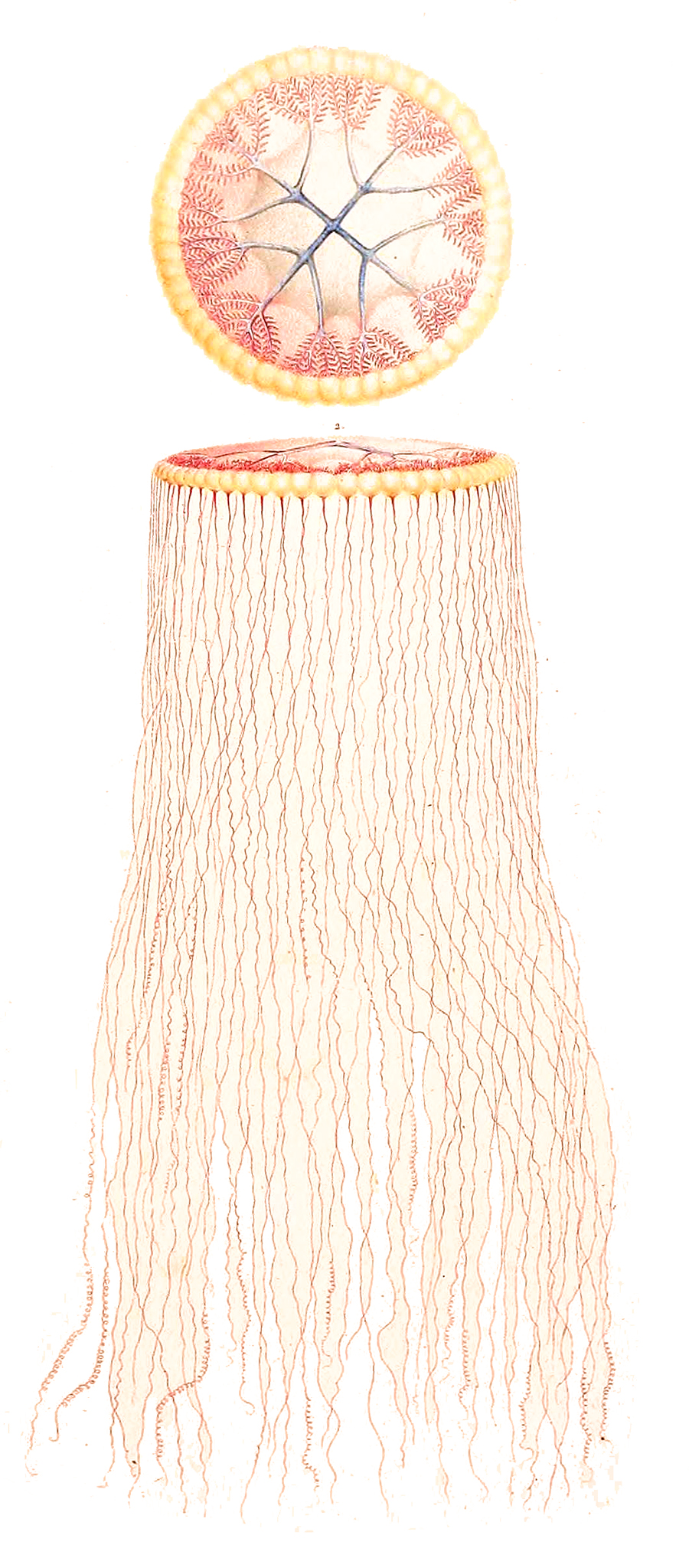
Cuvieria carisochroma (Dipleurosomatidae)
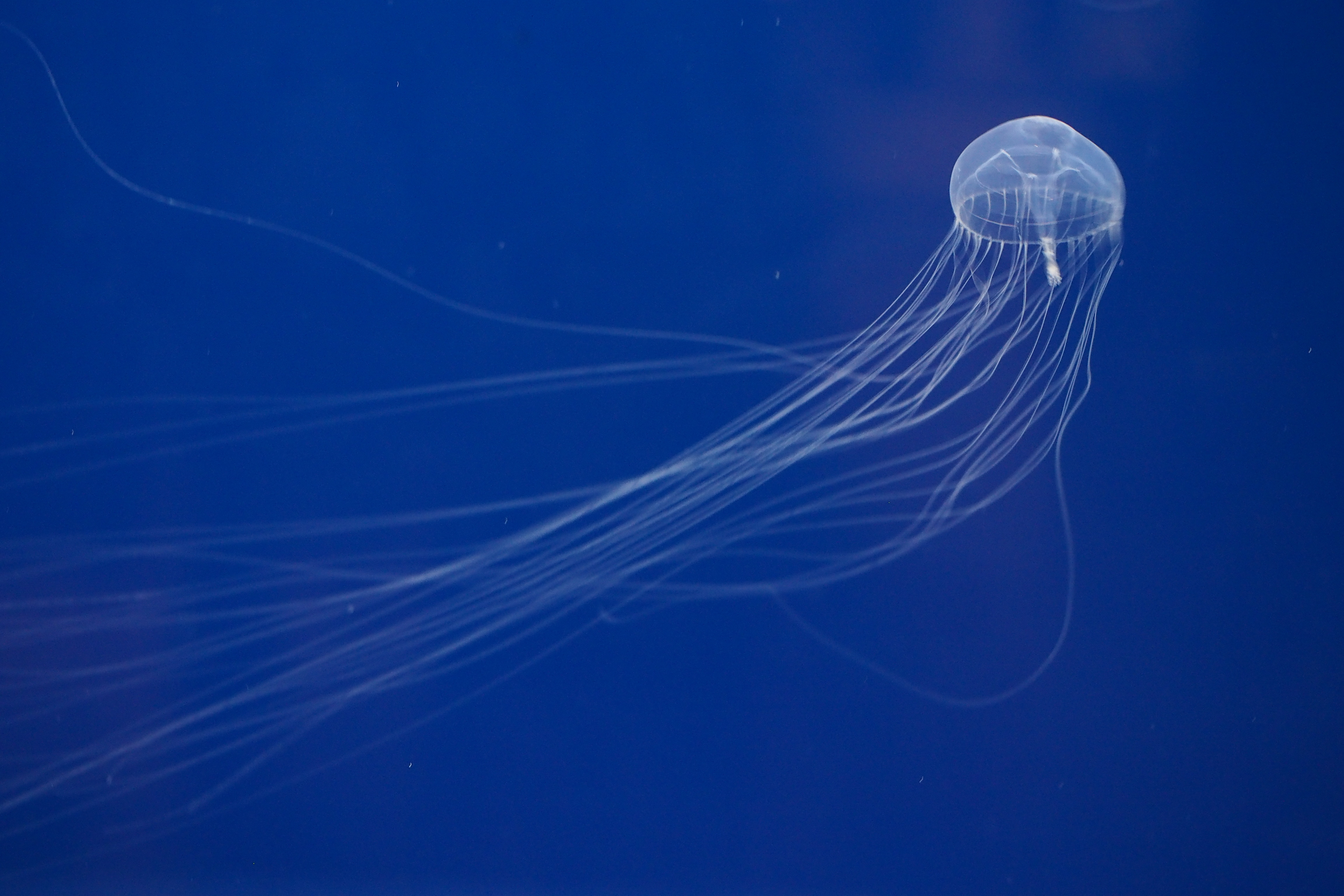
Tima formosa (Eirenidae)
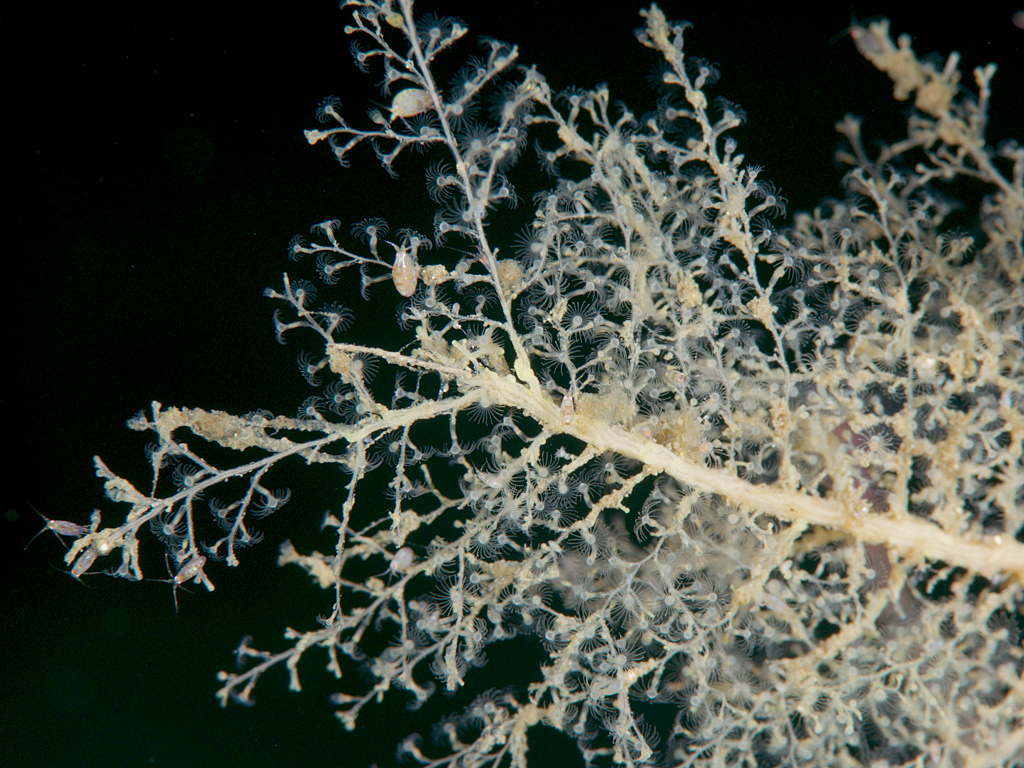
Halecium muricatum (Haleciidae)
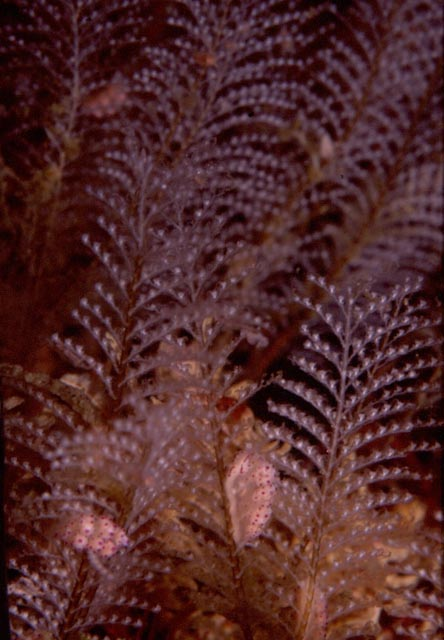
Gattya humilis (Halopterididae)
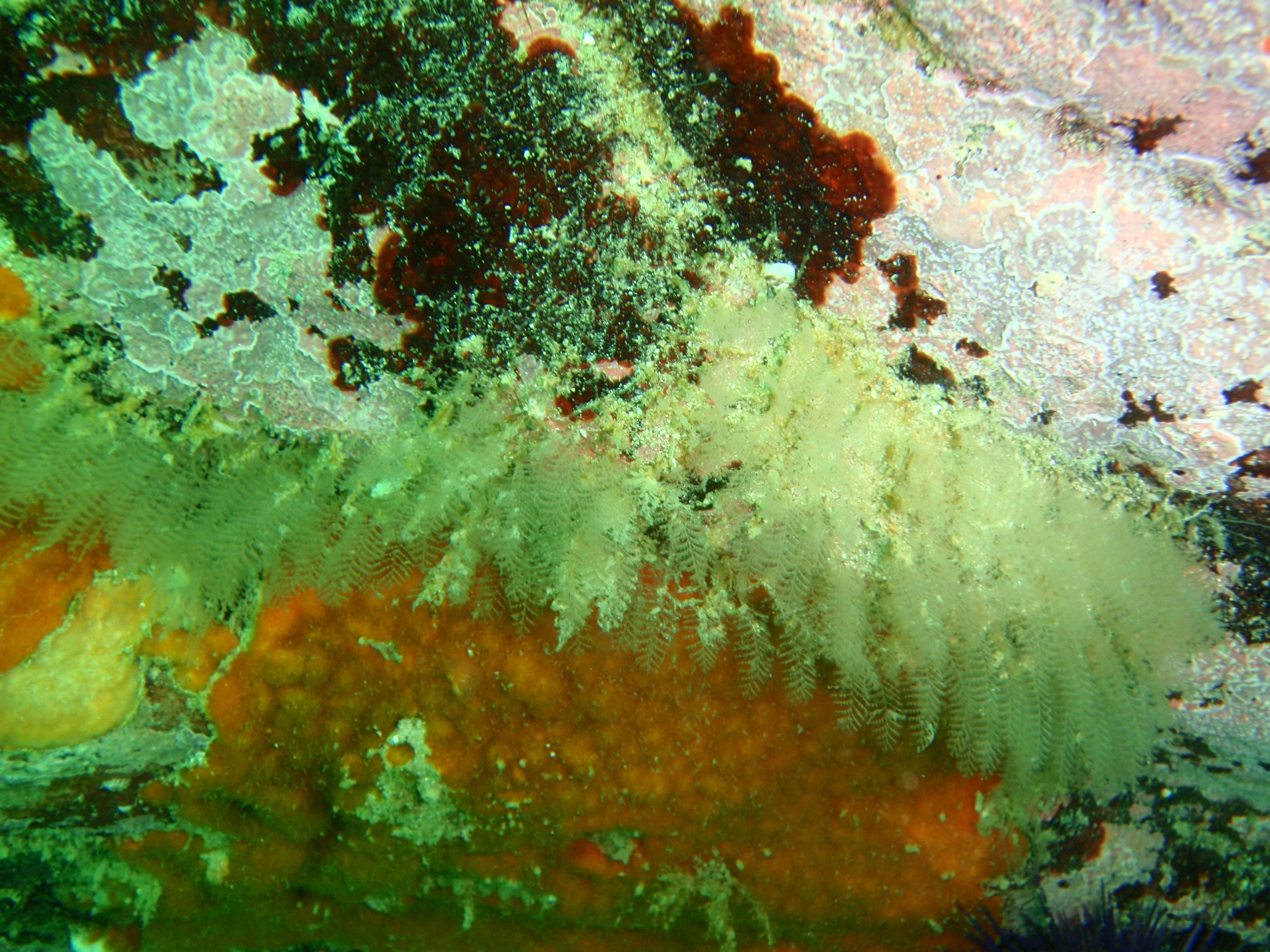
Pycnotheca mirabilis (Kirchenpaueriidae)
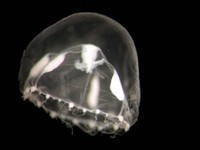
Phialella zappai (Phialellidae)
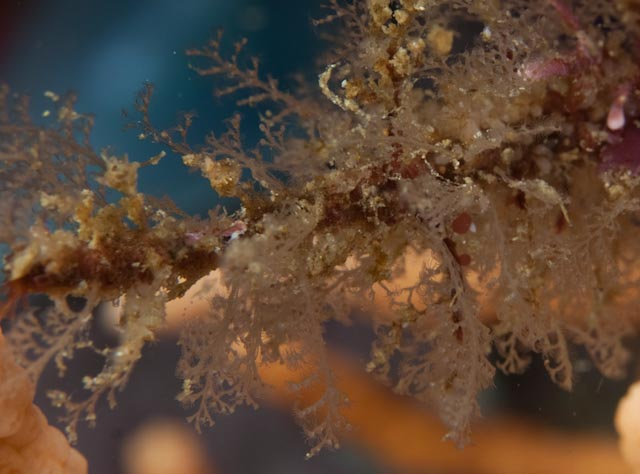
Plumularia setacea (Plumulariidae)
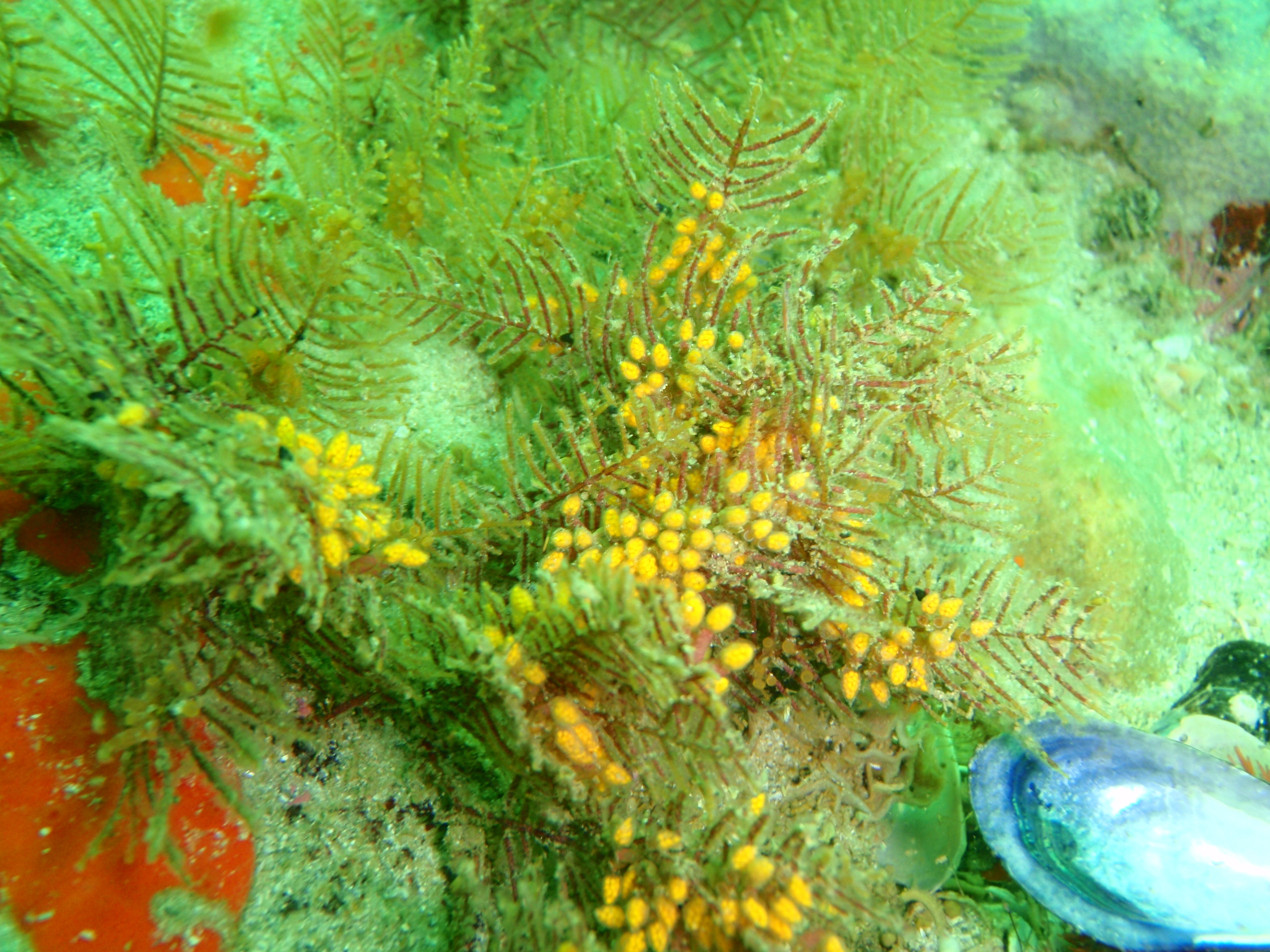
Thuiaria articulata (Sertulariidae)